# Liebfrauenkirche (Bad Harzburg)

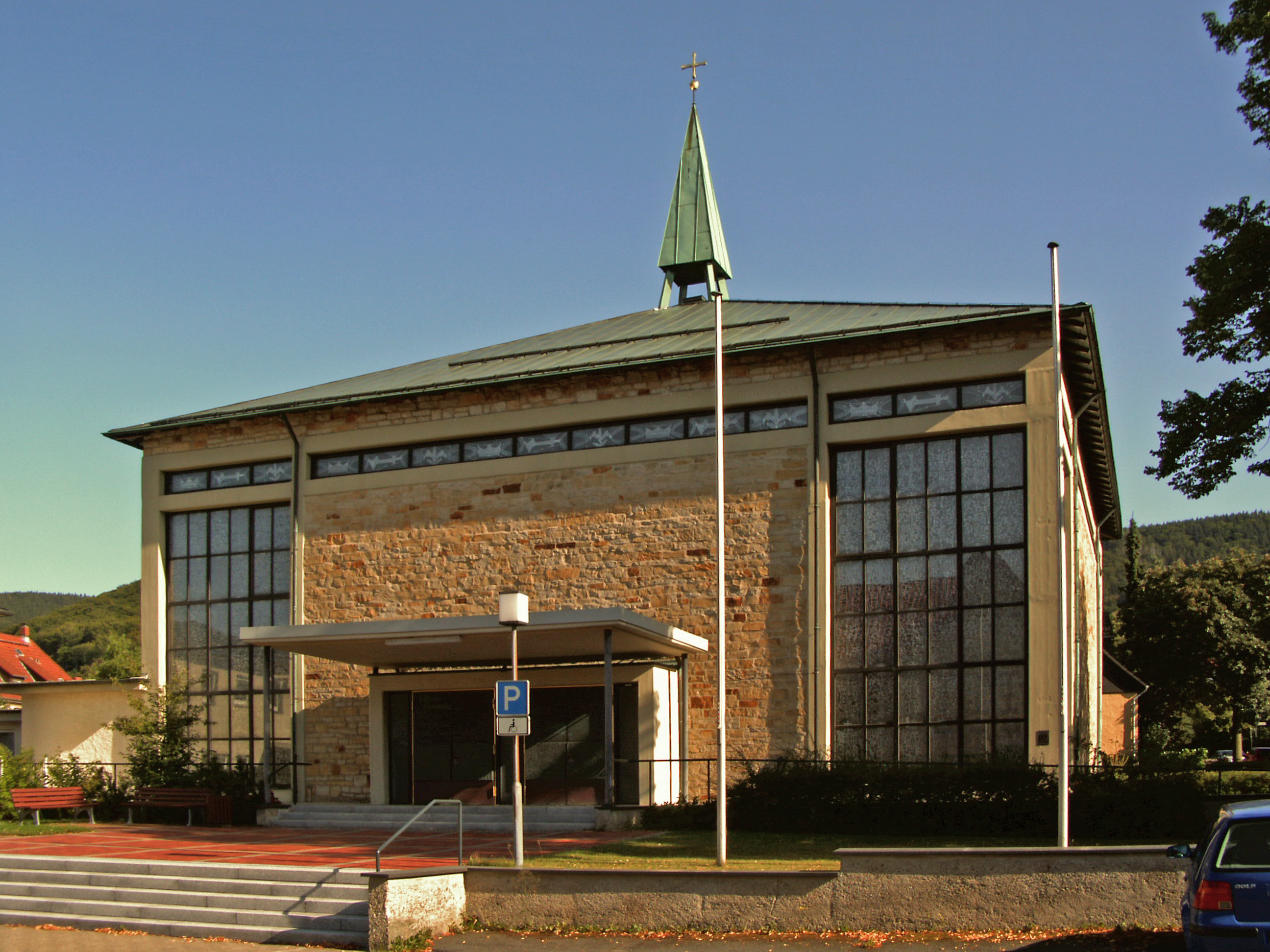
Liebfrauenkirche

Die Liebfrauenkirche ist die katholische Pfarrkirche in Bad Harzburg, einer Stadt im Landkreis Goslar in Niedersachsen. Die Kirche ist nach dem Marientitel „Unsere Liebe Frau“ benannt und befindet sich in der Liebfrauenstraße 9 (Ecke Reischauerstraße). Ihre Pfarrgemeinde gehört zum pastoralen Raum Nordharz im Dekanat Goslar-Salzgitter des Bistums Hildesheim.

## Geschichte
1388 wurde erstmals eine Burgkapelle auf der Harzburg erwähnt, sie trug das Patrozinium St. Matthäus. Anfang des 16. Jahrhunderts wurde die Kapelle in „Liebfrauenkirche“ umbenannt, mit Einführung der Reformation wurde sie lutherisch. 1650 erfolgte ihr Abriss.
Nachdem sich durch Bergbau und Industrieansiedlungen wieder Katholiken im Raum Bad Harzburg niedergelassen hatten, erfolgte am 16. November 1876 der Ankauf eines Hauses in der Breiten Straße 110 in Schlewecke, in dem ein Betsaal und eine Priesterwohnung eingerichtet wurden. Am 21. Januar 1877 fand dort die erste Heilige Messe statt. 1880 wurde in Bündheim, seit 1972 ein Ortsteil von Bad Harzburg, die katholische Kirche St. Gregor VII. errichtet. Danach wurde am 7. Dezember 1882 das Missionshaus in Schlewecke wieder verkauft. Ab 1909 fand auch in Bad Harzburg, in verschiedenen Räumen, katholischer Gottesdienst statt. 1931 erwarb der Pastor aus Bündheim in Bad Harzburg das an der Bismarckstraße gelegene Hildegardishaus, in dem er auch Gottesdienste hielt. Von 1940 bis 1945 war dieses Haus von der SS beschlagnahmt.
Die Ansiedlung von heimatvertriebenen Katholiken nach dem Zweiten Weltkrieg machte neben dem Bedarf der Kurgäste den Bau einer katholischen Kirche in Bad Harzburg erforderlich. Am 17. Mai 1960 begann der Bau der Liebfrauenkirche, und am 4. September desselben Jahres erfolgte die Grundsteinlegung. Am 17. Dezember 1961 folgte durch Bischof Heinrich Maria Janssen ihre Weihe. In dieser Zeit war Franz Struck († 1983) Pfarrer von Bad Harzburg. Am 1. Juli 1969 wurde die Pfarrei Liebfrauen errichtet.
Seit dem 1. Juli 2007 gehören zur Pfarrei Liebfrauen auch die Kirchen St. Gregor VII. in Bündheim, Hl. Familie in Vienenburg und Mariä Himmelfahrt in Wiedelah, deren Pfarrgemeinden zu diesem Zeitpunkt aufgelöst wurden. Auch das ehemalige Kloster Wöltingerode gehört seitdem zum Einzugsgebiet der Pfarrei Liebfrauen, zuvor gehörte es zur Pfarrei Vienenburg. Ebenfalls seit dem 1. Juli 2007 gehört die Pfarrgemeinde Liebfrauen zum damals neu errichteten Dekanat Goslar–Salzgitter. Zuvor gehörte sie zum Dekanat Goslar, welches zu diesem Zeitpunkt aufgelöst wurde. Heute unterstützt der Verein zur Förderung der Katholischen Kirchengemeinde Liebfrauen Bad Harzburg e.V. die Pfarrgemeinde.
2018 wurde eine Seitenkapelle errichtet.

## Architektur und Ausstattung
Die in rund 273 Meter Höhe über dem Meeresspiegel gelegene Kirche mit über 300 Sitzplätzen wurde nach Plänen von Josef Fehlig erbaut. Der Zentralbau auf quadratischem Grundriss mit 23 m Seitenlänge ist ein Stahlskelettbau. Der Dachstuhl des Pyramidendachs besteht aus Nadelholz und trägt einen Dachreiter. Ihr Grundstein wurde aus einem Trümmerstein des Hildesheimer Doms gefertigt, ihre Außenwände sind mit Obernkirchener Bruchstein verkleidet.
Ihr Innenraum wird durch die großen Fensterflächen und das von Rudolf Kaufhold entworfene Christusbild an der Rückwand des Altarraums geprägt. Davor befindet sich der Tabernakel. An den Seitenwänden hängen 15 Kreuzwegstationen. Zwei Beichtstühle sind in die Ostwand eingelassen. Der Altar ist aus römischem Travertin. In ihm sind Reliquien der heiligen Viktor von Xanten und Ursula von Köln eingebettet. Die Kirchenbänke sind um die halbkreisförmige Estrade gruppiert. Vor der Marienstatue in der Marienkapelle, die nach einem Original aus dem Aachener Suermondt-Ludwig-Museum in einer Oberammergauer Schnitzwerkstatt gefertigt wurde, können Opferkerzen aufgestellt werden.

### Orgel

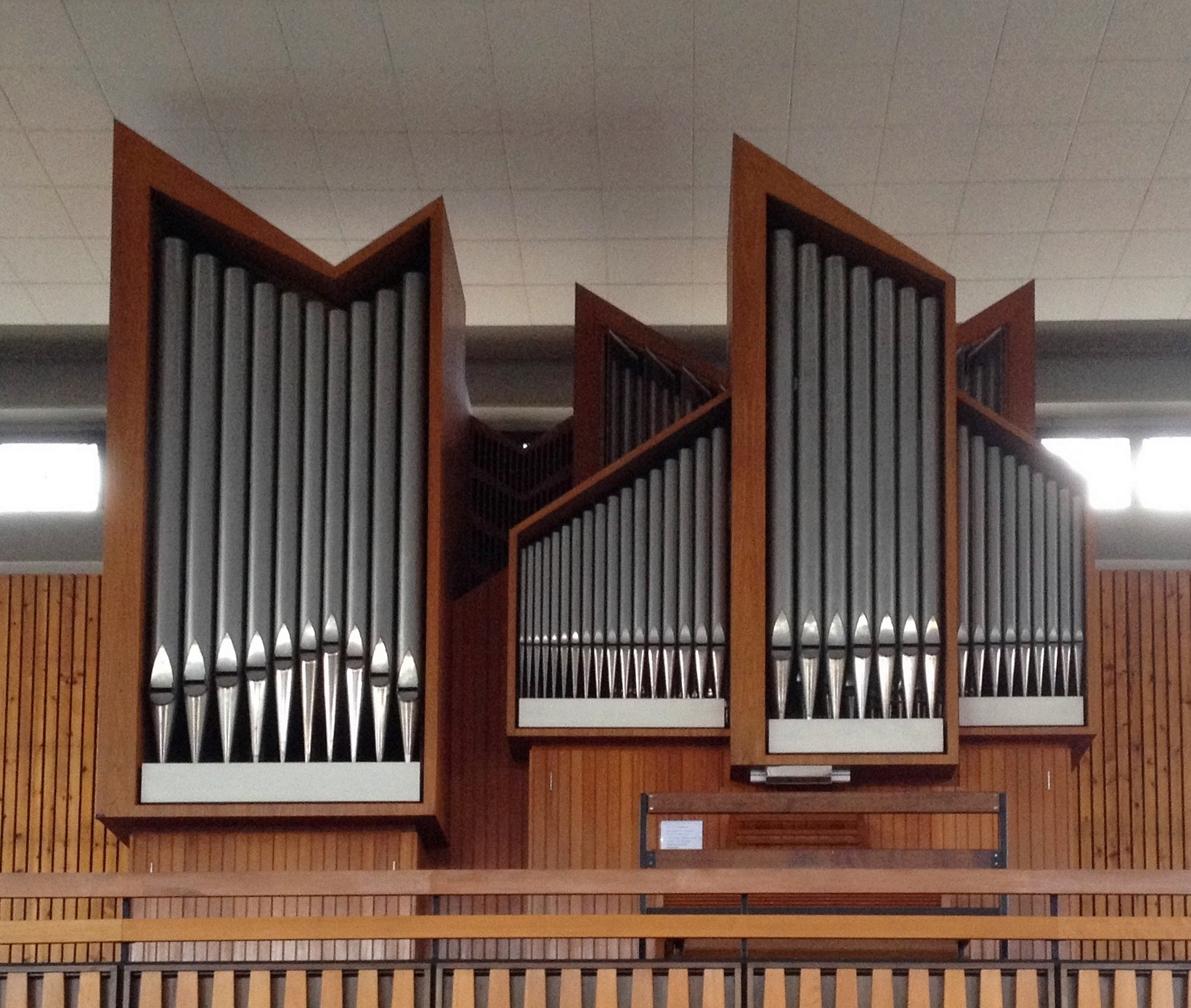
Orgelprospekt

Die Krell-Orgel mit 22 Registern auf zwei Manualen und Pedal wurde am 8. September 1968 von Dechant Johannes Schnackenburg eingeweiht. Es handelt sich um eine Schleifladenorgel mit mechanischer Spiel- und elektropneumatischer Registertraktur.
| I Hauptwerk C–g3 |                   |    |
| 1.               | Prinzipal         | 8′ |
| 2.               | Rohrflöte         | 8′ |
| 3.               | Oktav             | 4′ |
| 4.               | Gemshorn          | 4′ |
| 5.               | Waldflöte         | 2′ |
| 6.               | Sesquialtera I–II |    |
| 7.               | Mixtur IV         |    |
| 8.               | Trompete          | 8′ |

| II Schwellwerk C–g3 |             |       |
| 9.                  | Holzgedackt | 8′    |
| 10.                 | Quintade    | 8′    |
| 11.                 | Prinzipal   | 4′    |
| 12.                 | Blockflöte  | 4′    |
| 13.                 | Schwiegel   | 2′    |
| 14.                 | Sifflöte    | 1 ⁄3′ |
| 15.                 | Scharff III | 2/3'  |
| 16.                 | Krummhorn   | 8′    |
|                     | Tremulant   |       |

| Pedalwerk C–f1 |               |     |
| 17.            | Subbaß        | 16′ |
| 18.            | Prinzipalbaß  | 8′  |
| 19.            | Gedacktbaß    | 8′  |
| 20.            | Choralbaß     | 4′  |
| 21.            | Rauschbaß III | 2'  |
| 22.            | Posaune       | 16′ |

- Koppeln: II/I, I/P, II/P
- Spielhilfen: 2 freie Kombinationen, Zungenabsteller